# Divize D 2008/2009
V soubojích 44. ročníku Moravskoslezské divize D 2008/09 (jedna ze skupin 4. fotbalové ligy) se utkalo 16 týmů každý s každým dvoukolovým systémem podzim–jaro. Tento ročník odstartoval v sobotu 9. srpna 2008 úvodními čtyřmi zápasy 1. kola a skončil v sobotu 13. června 2009 úplným 29. kolem (kompletní 30. kolo bylo předehráno již ve středu 13. května 2009).

## Nové týmy v sezoně 2008/09
- Z MSFL 2007/08 nesestoupilo do Divize D žádné mužstvo.
- Z Divize E 2007/08 přešlo mužstvo TJ FS Napajedla.
- Z Přeboru Jihomoravského kraje 2007/08 postoupilo vítězné mužstvo FK Šardice
- Z Přeboru Olomouckého kraje 2007/08 postoupilo mužstvo FK Mohelnice-Moravičany (2. místo).
- Z Přeboru Vysočiny 2007/08 postoupilo vítězné mužstvo SK Dekora Ždírec nad Doubravou.

## Kluby podle krajů
- Jihomoravský (6): FK Šardice, SK Líšeň, SK Rostex Vyškov, TJ Framoz Rousínov, FC Forman Boskovice, FK MKZ Rájec-Jestřebí.
- Vysočina (4): HFK Třebíč, FC ŽĎAS Žďár nad Sázavou, FC Velké Meziříčí, SK Dekora Ždírec nad Doubravou.
- Zlínský (3): SK Spartak Hulín, FC Viktoria Otrokovice, TJ FS Napajedla.
- Olomoucký (3): TJ Sokol Protivanov, TJ Sokol Konice, FK Mohelnice-Moravičany.

## Konečná tabulka
Zdroj: 
| Poř. | Tým                                | Z  | V  | R | P  | VG | OG | B  |
| ---- | ---------------------------------- | -- | -- | - | -- | -- | -- | -- |
| 1.   | FK Šardice (N)                     | 30 | 21 | 5 | 4  | 66 | 26 | 68 |
| 2.   | SK Líšeň                           | 30 | 21 | 5 | 4  | 63 | 24 | 68 |
| 3.   | SK Spartak Hulín                   | 30 | 16 | 8 | 6  | 58 | 25 | 56 |
| 4.   | HFK Třebíč                         | 30 | 14 | 9 | 7  | 42 | 23 | 51 |
| 5.   | SK Rostex Vyškov                   | 30 | 13 | 8 | 9  | 45 | 34 | 47 |
| 6.   | FC Viktoria Otrokovice             | 30 | 12 | 7 | 11 | 49 | 40 | 43 |
| 7.   | TJ Sokol Protivanov                | 30 | 11 | 6 | 13 | 35 | 36 | 39 |
| 8.   | TJ Sokol Konice                    | 30 | 11 | 5 | 14 | 46 | 67 | 38 |
| 9.   | FC ŽĎAS Žďár nad Sázavou           | 30 | 10 | 8 | 12 | 48 | 56 | 38 |
| 10.  | FC Velké Meziříčí                  | 30 | 9  | 9 | 12 | 38 | 48 | 36 |
| 11.  | TJ Framoz Rousínov                 | 30 | 10 | 5 | 15 | 33 | 39 | 35 |
| 12.  | TJ FS Napajedla                    | 30 | 8  | 9 | 13 | 36 | 53 | 33 |
| 13.  | FC Forman Boskovice                | 30 | 8  | 7 | 15 | 29 | 53 | 31 |
| 14.  | SK Dekora Ždírec nad Doubravou (N) | 30 | 8  | 6 | 16 | 29 | 45 | 30 |
| 15.  | FK MKZ Rájec-Jestřebí              | 30 | 7  | 7 | 16 | 32 | 51 | 28 |
| 16.  | FK Mohelnice-Moravičany (N)        | 30 | 7  | 4 | 19 | 33 | 62 | 25 |

Poznámky:
- Z = Odehrané zápasy; V = Vítězství; R = Remízy; P = Prohry; VG = Vstřelené góly; OG = Obdržené góly; B = Body; (S) = Mužstvo sestoupivší z vyšší soutěže; (N) = Mužstvo postoupivší z nižší soutěže (nováček)
- Šardičtí se vzdali postupu do MSFL ve prospěch Líšně[3]
- O pořadí na 1. a 2. místě rozhodla bilance vzájemných zápasů: Šardice – Líšeň 2:0, Líšeň – Šardice 1:2[2]
- O pořadí na 8. a 9. místě rozhodla bilance vzájemných zápasů: Konice – Žďár nad Sázavou 1:0, Žďár nad Sázavou – Konice 0:1[2]

|  | Postup do MSFL 2009/10                         |
|  | Přechod do Divize E 2009/10                    |
|  | Sestup do Přeboru Jihomoravského kraje 2009/10 |
|  | Sestup do Přeboru Olomouckého kraje 2009/10    |
|  | Sestup do Přeboru Vysočiny 2009/10             |